# Мирослав Ујевић
Мирослав Ујевић (Београд, 15. јануар 1940) је српски позоришни редитељ који се највише бавио представама за децу. Завршио је режију и луткарство на  Академији за позориште, филм, радио и телевизију 1966. године. Своје представе је радио у Нишу, Београду, Зрењанину, Суботици, односно у свим позориштима где је постојала луткарска или сцена за децу. У редитељском аранжману је неговао срдачне и пријатељске односе са глумцима по чему га памте. Био је редитељ старог кова.

## Театрографија
| 1.  | Капетан Џон Пиплфокс 1967, Ниш, Позориште лутака                      |
| 2.  | Бајка из кофера 1967, Ниш, Позориште лутака                           |
| 3.  | Црнци и ескими 1969, Београд, Мало позориште 'Душко Радовић'          |
| 4.  | Меца Цинцили Бомболи 1969, Ниш, Позориште лутака                      |
| 5.  | Хиљаду речи о три речи 1969, Београд, Мало позориште 'Душко Радовић'  |
| 6.  | Три Снешка Белића 1969, Зрењанин, Народно позориште 'Toшa Јовановић'  |
| 7.  | Három hóember 1969, Зрењанин, Народно позориште 'Toшa Јовановић'      |
| 8.  | Шнајдерски калфа 1970, Суботица, Народно позориште                    |
| 9.  | Паж и лаж 1971, Ниш, Позориште лутака                                 |
| 10. | Куцкава бајка 1974, Београд, Мало позориште 'Душко Радовић'           |
| 11. | Новогодишња прича 1974, Зрењанин, Народно позориште 'Toшa Јовановић'  |
| 12. | Újévi mese 1974, Зрењанин, Народно позориште 'Toшa Јовановић'         |
| 13. | Велики пчелар 1975, Београд, Мало позориште 'Душко Радовић'           |
| 14. | Медведић прћасти носић 1975, Београд, Позориште лутака 'Пинокио'      |
| 15. | Шест пингвинчића 1976, Зрењанин, Народно позориште 'Tоша Јовановић'   |
| 16. | A hat kispingvin 1976, Зрењанин, Народно позориште 'Toшa Јовановић'   |
| 17. | Бајка о рибару и рибици 1977, Ниш, Позориште лутака                   |
| 18. | Бајка о рибару и рибици 1978, Београд, Мало позориште 'Душко Радовић' |
| 19. | Како се прави позориште 1978, Београд, Атеље 212                      |
| 20. | Кишобран је распродан 1978, Ниш, Позориште лутака                     |
| 21. | Мачија посла 1979, Београд, Позориште лутака 'Пинокио'                |
| 22. | Роботи са Кобола 1979, Ниш, Позориште лутака                          |
| 23. | Маја и Кики 1980, Београд, Позориште лутака 'Пинокио'                 |
| 24. | Капетан Џон Пиплфокс 1980, Ниш, Позориште лутака                      |
| 25. | Сан пијачне ноћи 1981, Београд, Мало позориште 'Душко Радовић'        |
| 26. | Како расту јунаци 1981, Београд, Позориште лутака 'Пинокио'           |
| 27. | Аладинова чаробна лампа 1983, Ниш, Позориште лутака                   |
| 28. | Три прасета 1984, Београд, Позориште лутака 'Пинокио'                 |
| 29. | Чудно чудо 1984, Ниш, Позориште лутака                                |
| 30. | Мала принцеза 1987, Ниш, Позориште лутака                             |
| 31. | У лажи су кратке ноге 1987, Ниш, Позориште лутака                     |
| 32. | Биберче 1988, Ниш, Позориште лутака                                   |
| 33. | Куцкава бајка 1989, Ниш, Позориште лутака                             |
| 34. | Фрка у граду 1991, Ниш, Позориште лутака                              |
| 35. | Мачак у чизмама 1992, Ниш, Позориште лутака                           |
| 36. | Снежана и седам патуљака 1995, Ниш, Позориште лутака                  |

## Галерија
- Мало позориште "Душко Радовић", Београд, Представа: "Бајка о рибару и рибици", 1978.